# Gabriela Spanic
Gabriela Spanic, nata Gabriela Elena Španić Utrera (Ortiz, 10 dicembre 1973), è un'attrice, modella e cantante venezuelana.
È conosciuta per i suoi ruoli in diverse Telenovelas latine, in particolare per la sua interpretazione in La usurpadora (1998), una delle telenovelas più popolari nel mondo di lingua spagnola.
Spanic ha firmato contratti con Televisa, Telemundo e TV Azteca.

## Biografia
Spanic è figlia di padre croato, Casimiro Spanic, e madre venezuelana, Norma Utrera. Ha una sorella gemella, Daniela Spanic, una sorella minore, Patricia, e un fratello minore, Antonio. Ha studiato psicologia per un anno a Caracas presso l'Università Cattolica Andrés Bello, ma lasciò gli studi per intraprendere la carriera di attrice.

## Carriera
La carriera di Spanic è iniziata nel 1992 quando partecipò al concorso Miss Venezuela 1992, rappresentando il suo stato d'origine, Guárico. Questo è servito come piattaforma per lanciare la sua carriera di attrice, con apparizioni in telenovelas venezuelane come Morena Clara, dove ha interpretato la cattiva Linda Prado.
Nel 1994 Gabriela Spanic ebbe il suo primo ruolo da protagonista nella telenovela Como Tu Ninguna, andata in onda per due anni e diventata una delle più seguite del paese e ha avuto un enorme successo anche a livello internazionale.
Dopo aver interpretato Amaranta in Todo por tu Amor (1997), la Spanic si trasferisce in Messico dove ha preso parte a La usurpadora (1998) nel ruolo delle gemelle Paola e Paulina. La telenovela ha avuto un successo mondiale ed è stata trasmessa in più di 125 paesi nel mondo. conquistando anche più di 20 punti nella classifica del pubblico televisivo americano.
Nel 2000 Gabriela Spanic ha co-presentato il Festival OTI, anno sua ultima edizione tenutasi ad Acapulco.
Spanic ha recitato in altre produzioni Televisa come Por Tu Amor (1999) e La intrusa (2001), prima di firmare con Telemundo, recitando in La venganza (2002), Prisionera (2004) e Tierra de pasiones (2006).
Gabriela Spanic ha vinto l'Orquidea Award nel 2005 per il suo percorso come attrice nonché il prestigioso FAMAS Award come migliore attrice per il suo ruolo in Tierra de Pasiones.
Nel 2010 ha lavorato di nuovo con Televisa interpretando l'antagonista in Soy tu dueña. Dal 2011 Spanic ha firmato con TV Azteca e ha lavorato in Emperatriz (2011), La otra cara del alma (2012) e Siempre tuya Acapulco (2014).

## Vita privata
Spanic è stata sposata con l'attore Miguel de León dal 1996 al 2003 da cui ha avuto un figlio, Gabriel de Jesús (nato nel 2008).